# جانيت كوري
جانيت كوري (بالإنجليزية: Janet Currie)‏ هي اقتصادية كندية، ولدت في 29 مارس 1960 في كينغستون في كندا.